# Diecéze Saint-Denis-de-La Réunion
Diecéze Saint-Denis-de-La Réunion (lat. Diocesis Sancti Dionysii Reunionis, franc. Diocèse de Saint-Denis de La Réunion) je francouzská římskokatolická diecéze. Leží na celém území zámořského departementu Réunion. Sídlo biskupství i katedrála de Saint-Denis de La Réunion se nachází ve městě Saint-Denis na Réunionu. Diecéze není součástí žádné církevní provincie, je přímo podřízená Svatému stolci.
Od 20. listopau 1975 je diecézním biskupem Mons. Gilbert Aubry.

## Historie
V roce 1712 byla ustanovena apoštolská prefektura ostrovů v Indickém oceánu, do které spadalo území Réunionu.Roku 1818 byla přejmenována na Bourbounskou apoštolskou prefekturu.
Z této prefektury bylo v roce 1841 vyčleněno území Madagaskaru, na kterém vznikla apoštolská prefektura Madagaskar (dnešní arcidiecéze Antananarivo).
Dne 27. září 1850 povýšena na diecézi Saint-Denis-de-La Réunion.
K 26. únoru 1860 byla založena apoštolská prefektura Zanguebar, dnešní arcidiecéze Nairobi, vydělením z území diecéze Saint-Denis-de-La Réunion.